# Jean-Philippe Gbamin
Jean-Philippe Gbamin (San Pedro, Bas-Sassandra, 25 de septiembre de 1995) es un futbolista marfileño. Juega de centrocampista y su equipo es el F. C. Metz de la Ligue 1.

## Trayectoria
Se unió al Racing Club de Lens en 2007 luego de una exitosa prueba. Llegó al primer equipo en 2013 y debutó el 10 de mayo en la derrota por 7-0 ante el Guingamp, donde reemplazó a Alexandre Coeff en los últimos quince minutos. Para la temporada 2013-14 de la Ligue 2 se le asignó el dorsal 25 y se ganó la titularidad en el equipo dirigido por Antoine Kombouaré. Esta temporada logró el ascenso a la Ligue 1, al quedar en el segundo lugar de la clasificación.
El 13 de julio de 2016 fichó por el 1. FSV Maguncia 05 por cinco años.
El 2 de agosto de 2019 fichó por el Everton F. C. de Inglaterra, donde completó dos temporadas y media marcadas por las lesiones antes de ser cedido en febrero de 2022 al P. F. C. CSKA Moscú. En agosto de ese mismo año fue el Trabzonspor quien logró su cesión. Regresó a Liverpool cuando esta terminó y en septiembre de 2023 llegó a un acuerdo para rescindir su contrato.
Después de un par de meses sin equipo, el 7 de noviembre se hizo oficial su vuelta al fútbol francés tras firmar por el U. S. L. Dunkerque hasta el final de la temporada. Quedó libre llegado ese momento y después de haber ayudado al equipo a conseguir la permanencia en la Ligue 2. Entonces fichó por el F. C. Nantes, donde estuvo media campaña antes de irse al F. C. Zürich en febrero. En este equipo la completó y en julio se unió al F. C. Metz.

## Selección nacional
Gbamin ha representado a Francia en categorías inferiores.
En abril de 2017 se anunció que estaba dispuesto a representar a Costa de Marfil a nivel internacional. Debutó con la selección marfileña el 4 de junio de 2017 en la derrota por 5-0 contra Países Bajos en un encuentro amistoso.

## Estadísticas
Actualizado al último partido disputado el 22 de mayo de 2025.
| Club                          | Div.          | Temporada     | Liga  | Liga  | Copas nacionales | Copas nacionales | Copas internacionales | Copas internacionales | Total | Total |
| Club                          | Div.          | Temporada     | Part. | Goles | Part.            | Goles            | Part.                 | Goles                 | Part. | Goles |
| ----------------------------- | ------------- | ------------- | ----- | ----- | ---------------- | ---------------- | --------------------- | --------------------- | ----- | ----- |
| R. C. Lens "II" Francia       | 4.ª           | 2012-13       | 20    | 2     | ―                | ―                | ―                     | ―                     | 20    | 2     |
| R. C. Lens Francia            | 2.ª           | 2012-13       | 2     | 0     | 0                | 0                | ―                     | ―                     | 2     | 0     |
| R. C. Lens Francia            | 2.ª           | 2013-14       | 30    | 2     | 6                | 1                | ―                     | ―                     | 36    | 3     |
| R. C. Lens Francia            | 1.ª           | 2014-15       | 33    | 0     | 2                | 0                | ―                     | ―                     | 35    | 0     |
| R. C. Lens Francia            | 2.ª           | 2015-16       | 26    | 1     | 0                | 0                | ―                     | ―                     | 26    | 1     |
| R. C. Lens Francia            | Total club    | Total club    | 91    | 3     | 8                | 1                | 0                     | 0                     | 99    | 4     |
| R. C. Lens "II" Francia       | 4.ª           | 2015-16       | 2     | 0     | ―                | ―                | ―                     | ―                     | 2     | 0     |
| R. C. Lens "II" Francia       | Total club    | Total club    | 22    | 2     | 0                | 0                | 0                     | 0                     | 22    | 2     |
| 1. FSV Maguncia 05 · Alemania | 1.ª           | 2016-17       | 25    | 0     | 1                | 0                | 5                     | 0                     | 31    | 0     |
| 1. FSV Maguncia 05 · Alemania | 1.ª           | 2017-18       | 30    | 1     | 1                | 0                | 0                     | 0                     | 31    | 1     |
| 1. FSV Maguncia 05 · Alemania | 1.ª           | 2018-19       | 31    | 1     | 2                | 0                | 0                     | 0                     | 33    | 1     |
| 1. FSV Maguncia 05 · Alemania | Total club    | Total club    | 86    | 3     | 4                | 0                | 5                     | 0                     | 95    | 2     |
| Everton F. C. Inglaterra      | 1.ª           | 2019-20       | 2     | 0     | 0                | 0                | ―                     | ―                     | 2     | 0     |
| Everton F. C. Inglaterra      | 1.ª           | 2020-21       | 1     | 0     | 0                | 0                | ―                     | ―                     | 1     | 0     |
| Everton F. C. Inglaterra      | 1.ª           | 2021-22       | 3     | 0     | 2                | 0                | ―                     | ―                     | 5     | 0     |
| Everton F. C. Inglaterra      | Total club    | Total club    | 6     | 0     | 2                | 0                | 0                     | 0                     | 8     | 0     |
| P. F. C. CSKA Moscú · Rusia   | 1.ª           | 2021-22       | 11    | 1     | 2                | 0                | ―                     | ―                     | 13    | 1     |
| P. F. C. CSKA Moscú · Rusia   | Total club    | Total club    | 11    | 1     | 2                | 0                | 0                     | 0                     | 13    | 1     |
| Trabzonspor Turquía           | 1.ª           | 2022-23       | 19    | 0     | 1                | 0                | 4                     | 0                     | 24    | 0     |
| Trabzonspor Turquía           | Total club    | Total club    | 19    | 0     | 1                | 0                | 4                     | 0                     | 24    | 0     |
| U. S. L. Dunkerque Francia    | 2.ª           | 2023-24       | 21    | 2     | 0                | 0                | ―                     | ―                     | 21    | 2     |
| U. S. L. Dunkerque Francia    | Total club    | Total club    | 21    | 2     | 0                | 0                | 0                     | 0                     | 21    | 2     |
| F. C. Nantes "II" Francia     | 5.ª           | 2024-25       | 2     | 0     | ―                | ―                | ―                     | ―                     | 2     | 0     |
| F. C. Nantes "II" Francia     | Total club    | Total club    | 2     | 0     | 0                | 0                | 0                     | 0                     | 2     | 0     |
| F. C. Nantes Francia          | 1.ª           | 2024-25       | 14    | 0     | 1                | 0                | ―                     | ―                     | 15    | 0     |
| F. C. Nantes Francia          | Total club    | Total club    | 14    | 0     | 1                | 0                | 0                     | 0                     | 15    | 0     |
| F. C. Zürich Suiza            | 1.ª           | 2024-25       | 15    | 1     | 1                | 0                | ―                     | ―                     | 16    | 1     |
| F. C. Zürich Suiza            | Total club    | Total club    | 15    | 1     | 1                | 0                | 0                     | 0                     | 16    | 1     |
| F. C. Metz Francia            | 1.ª           | 2025-26       | 0     | 0     | 0                | 0                | ―                     | ―                     | 0     | 0     |
| F. C. Metz Francia            | Total club    | Total club    | 0     | 0     | 0                | 0                | 0                     | 0                     | 0     | 0     |
| Total carrera                 | Total carrera | Total carrera | 287   | 11    | 19               | 1                | 9                     | 0                     | 315   | 12    |
| 1. 2.                         |               |               |       |       |                  |                  |                       |                       |       |       |